# ابن أمية
معمد باسم فيرناندو دي بالور (بالإسبانية: Fernando de Valor) ومحمد بن أمية بعد الجهر بإسلامه، ويعرف في المصادر الإسبانية اختصارًا باسم ابن أمية (بالإسبانية: Abén Humeya) ـ (1520 ـ 1569) هو قائد أندلسي مسلم قاد ثورة مسلمي الأندلس ضد الملك فيليب الثاني، التي عرفت بحرب البشرات.

## مولده ونشأته
ولد فرناندو سنة 1520 لأسرة مورسكية، وكان المورسكيون يُجبرون على تعميد أبنائهم. وعمل فريناندو قبل حرب البشرات عضوًا ببلدية غرناطة، وقيل إنه وُضع لفترة رهن الإقامة الجبرية لأنه استل خنجرًا ذات يوم في مبنى البلدية.

## حرب البشرات (1568 ـ 1571)

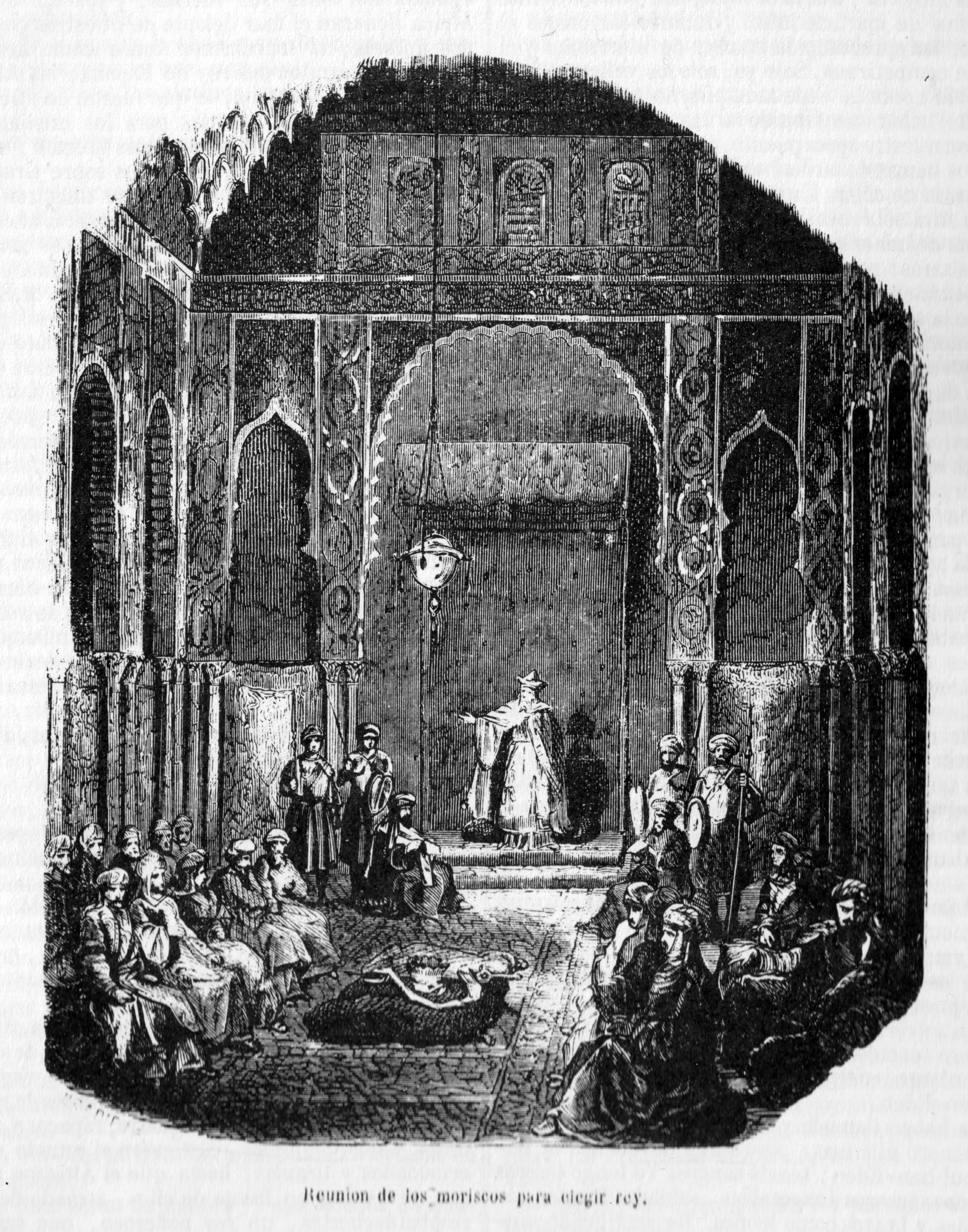
مبايعة ابن أمية ملكًا للموريسكيين

نقض الملك فيليب الثاني تعهداته السابقة التي قطعها على نفسه في معاهداته مع المسلمين (ربما ليشعل عمدًا جذوة ثورة إسلامية يتخذها ذريعة لطرد المورسكيين من جنوب إسبانيا)، وأصدر مرسومًا يفرض على المورسكيين نبذ أسمائهم العربية وزيهم المورسكي التقليدي، بل ويحرم التحدث بالعربية، ويجبر المسلمين على تسليم أطفالهم إلى قساوسة مسيحيين لتنشئتهم على الدين المسيحي.
أدّى تصاعد الاضطهاد ضد من بقي من المورسكيين في مملكة غرناطة السابقة إلى اندلاع ثورة مسلحة خطّط لها من قبل فرج بن فرج (سليل بني الأحمر، آخر من حكموا غرناطة من المسلمين) ومحمد بن عبو (واسمه المسيحي دييغو لوبيث)، مستغلين تذمر أهل البشرات من المرسوم الأخير، ومستعينين بملوك شمال إفريقيا.
وفي ليلة عيد الميلاد سنة 1568، اجتمع سرًا ممثلون عن مسلمي غرناطة والبشرات وغيرهما في وادي الإقليم (بالإسبانية: Vale de Lecrin) وأعلنوا تبرؤهم من المسيحية وبايعوا فرناندو دي بالور ملكًا لهم، واختار اسم ابن أمية كونه ينحدر من سلالة أموية، فتلقب به. وتم ذلك تحت شجرة زيتون المورو وتقع اليوم في مزرعة (بالإسبانية: La haza del moro)‏‏.
اتخذت الانتفاضة التي قادها ابن أمية شكل حرب عصابات ضد القوات القشتالية في جبال البشرات، وتزايد عدد الثوار باضطراد من أربعة آلاف رجل سنة 1569 إلى 25 ألف رجل في العام التالي (بينهم جنود من البربر والأتراك).

## اغتياله
عندما قام الإسبان بمذبحة سجن غرناطة حقنوا دم والد وأخ ابن أمية للضغط عليه، فأرسل ابن أمية رسالة إلى خوان النمساوي يعرض فيها عليه تسليمهما له مقابل ثمانين أسيرا مسيحيًا، وإلا انتقم من المسيحيين الذين تحت سلطته. فاتفق المجلس الحربي في غرناطة على عدم الإجابة، وأرغموا والد ابن أمية بالكتابة لابنه ناهيًا إياه عن متابعة الثورة ونافيا أية إساءة أو تعذيب.
فاغتنم ذلك بعض المسلمين المتعاملين مع الإسبان للعمل على قتله (وعلى رأسهم دييغو الوزير (بالإسبانية: Diego Alguazir)، أخ زوجة ابن أمية، وكانت بينه وبين ابن أمية ضغينة) فأخذوا يبثون الشك بين ابن أمية والمتطوعين القادمين من الجزائر. فطلب ابن أمية إلى قائده محمد بن عبو ضم الأتراك إلى قوته والسير بهم إلى البنيول وانتظار أوامره. وكانت غاية بن أمية تحرير ميناء مطريل دون أن يتسرب خبر اتجاه قواته إليها إلى عدوه. فمرَّ حامل الرسالة على أجيجر، فعلم دييغو الوزير منه مضمونها، فتامر مع كاتب ابن أمية في تزوير رسالة أخرى يأمر فيها بقتل حامل الرسالة الأولى. فوصلت الرسالة المزورة إلى ابن عبو هذا الأمر، وآمن بالشائعات التي نشرها العدو حول نية ابن أمية مهادنة الإسبان لتحرير والده وأخيه. واعتقد المتطوعون أن ابن أمية قد خان، فقرروا عزله وإعدامه دفاعا عن الثورة.
وسار ابن عبو والمتطوعة الأتراك إلى مقر ابن أمية في لوشر، فقبضوا عليه وواجهوه بالتهم التي يتهمونه بها، وأطلعوه على الرسالة التي بيدهم. فتبرأ ابن امية من التهم الموجهة ضده، مؤكدًا لهم أن الرسالة مزورة، لكن دفاعه هذا لم يفده، فسجنوه في غرفة وكلفوا بحراسته دييغو الوزير ودييغو أركش ـ كاتبه ـ الذين قتلاه خنقًا في ليل 20 أكتوبر 1569.
عقب اغتيال ابن أمية بويع ابن عبو قائدًا للثورة واتخذ لقب مولاي عبد الله، ورغم أن الثوار حققوا بعض الانتصارات تحت قيادة ابن عبو، إلا أنهم سرعان ما خسروا ما كسبوه وقُتل ابن عبو بيد بعض أتباعه في مؤامرة دبرها الإسبان في أحد كهوف البشرات في 13 مارس 1571.
بعد نجاح الإسبان في قمع الثورة سنة 1571، نُقل جميع سكان البشرات تقريبًا إلى قشتالة وغرب الأندلس، وأخليت حوالي 270 قرية من سكانها المسلمين ووُطّن في بعضها مسيحيون من الشمال الإسباني بينما تُرك البعض الآخر خاويًا على عروشه. وقد ترتب على هذا التغير الديموغرافي تدير صناعة الحرير لقرون تالية.
كما أمر فيليب الثاني بتشتيت شمل 80 ألفًا من مورسكيي غرناطة في أنحاء متفرقة من مملكته لتفتيت وحدة المجتمع الموريسكي وتسهيل دمجهم في المجتمع المسيحي، إلا أن العكس هو ما حدث، إذ كان لمورسكيي غرناطة المهجرين تأثير كبير في المورسكيين الذين سبقوهم بالتوطن الإجباري في المناطق التي نُقلوا إليها، والذين كانوا على وشك الاندماج فعليًا في تلك المجتمعات.